# Alfred Berger (patinage artistique)
Pour les articles homonymes, voir Alfred Berger et Berger (homonymie).
Alfred Berger est un patineur artistique autrichien né le 25 août 1894 à Vienne et mort le 11 juin 1966. Sa partenaire est Helene Engelmann.
Avec Helene Engelmann, il est champion olympique aux Jeux olympiques de 1924 et double champion du monde, en 1922 et en 1924.

## Palmarès
| Compétitions en Individuel        | 1921 | 1922 | 1923 | 1924 |
| Jeux olympiques d'hiver           |      |      |      | 1er  |
| Championnats du monde             | CA   | 1er  |      | 1er  |
| Championnats d'Autriche           | 1er  | 1er  | 1er  |      |
| Légende : CA = Championnat annulé |      |      |      |      |